# Traité de Brétigny
Pour les articles homonymes, voir Brétigny.
 (octobre 2008).
Guillon (1360) Avignon (1365)
Le traité de Brétigny, également connu sous le nom de traité de Calais, est conclu le 8 mai 1360, au château de Brétigny, un hameau de la commune de Sours près de Chartres, entre les plénipotentiaires du roi Édouard III d'Angleterre et ceux de Charles, fils du roi Jean II de France.
Le 24 octobre 1360, les rois Jean II et Édouard III, accompagnés de leurs fils aînés, ratifient cet accord à Calais ce qui permet une trêve de neuf ans dans la guerre de Cent Ans.

## Contexte
Depuis 200 ans des conflits à répétitions entre Anglais et Français ont réduit les possessions anglaises sur le continent (la Normandie et une grande partie de l'Aquitaine, territoires de l'empire Plantagenêt ont été récupérées progressivement par les Capétiens).
La guerre de Cent Ans a été déclenchée à cause d'une querelle dynastique pour la succession de Charles IV le Bel. Édouard III d'Angleterre, étant par sa mère Isabelle le petit-fils de Philippe le Bel, pouvait prétendre au trône de France, mais il fut écarté, et Philippe VI de Valois lui fut préféré en tant qu'héritier direct descendant par les mâles.
La première phase de la guerre a été marquée par de cuisantes défaites françaises à Crécy et à Poitiers. L'organisation politique et militaire française étant basée sur la féodalité, l'armée anglaise, plus réduite numériquement mais en revanche très organisée, a pu remporter des victoires écrasantes qui discréditèrent la noblesse française.
Le roi Jean II le Bon a été fait prisonnier à la bataille de Poitiers en 1356 et fut retenu d'abord à Bordeaux puis à Londres.
Les Anglais ont essayé d'imposer un premier traité de Londres où la libération du roi serait faite contre 4 millions de livres et la cession de toute l'Aquitaine au royaume d'Angleterre. Ce traité n'aurait pas entraîné de renonciation d'Édouard III au trône de France.
Mais les défaites françaises ont fortement discrédité la noblesse et en 1358 le pays est ravagé par la révolte des riches marchands parisiens menés par Étienne Marcel. Par ailleurs, Charles le Mauvais, autre prétendant au trône de France, voulait profiter des Jacqueries pour prendre le pouvoir. Les Anglais vont donc augmenter leurs revendications au deuxième traité de Londres où ils réclament l'Aquitaine et la Normandie (le tiers du territoire Français) mais conçoivent que pour obtenir une paix durable, il faut renoncer à la couronne de France. Cependant, pour obtenir la ratification de ce traité, il faut l'aval du dauphin Charles qui exerce la régence durant la captivité de son père. Avec l'accord secret de celui-ci, Charles réunit les états généraux qui refusent l'accord, ce qui les disculpe et évite un sort funeste à Jean le Bon. Édouard III organise donc une nouvelle chevauchée qui doit le mener à Reims, la ville du sacre.
Contrairement aux chevauchées de 1346 et 1356 qui se sont soldées par des victoires anglaises écrasantes à Crécy et Poitiers, celle-ci est un fiasco. Édouard III est confronté à la tactique de la terre déserte, harcelé de toutes parts, affamé, privé de chevaux (morts par manque de fourrage). Les restes de son armée sont décimés par un terrible orage de grêle qui est interprété comme un signe divin. Enfin il apprend que des marins normands ont attaqué et pillé le port de Winchelsea (mars 1360) semant une véritable panique en Angleterre. Il rembarque piteusement, après avoir négocié les accords préliminaires au futur traité de Brétigny. Son rêve d'être sacré roi de France, s'est évanoui avec cet échec et il monnaye la paix contre le roi de France qu'il retient en otage depuis la bataille de Poitiers.

## Le traité

1365 : la France après les traités de Brétigny et de Guérande.
Territoires contrôlés par Édouard III avant le traité de Brétigny
Territoires cédés par la France à l'Angleterre par le traité de Brétigny
Territoire du duché de Bretagne, allié aux Anglais

Le traité met un terme aux quatre années de captivité à Londres de Jean II le Bon, prisonnier des Anglais depuis la bataille de Poitiers. Le roi de France est libéré contre versement d'une rançon de 3 millions d'écus d'or qui, d'ailleurs, ne sera pas payée en totalité. Des otages sont livrés pour garantir le paiement, dont le plus important est sans doute son ambassadeur et conseiller : Bonabes IV de Rougé et de Derval.
L'Anglais obtient la Guyenne et la Gascogne en toute souveraineté ainsi que Calais, le Ponthieu et le comté de Guînes. Il obtient également le Poitou — dont l'un des fils de Jean II, Jean, est pourtant comte —, le Périgord, le Limousin, l'Angoumois et la Saintonge. Enfin, il devient souverain de toutes les terres du comté d'Armagnac en recevant l'Agenais, le Quercy, le Rouergue, la Bigorre et le comté de Gaure. Le royaume de France perd le quart de son territoire. L'humiliation est considérable et la noblesse française est en plein désarroi. Le dauphin est mécontent. Seul le roi prisonnier fête sa prochaine libération en donnant à Londres un grand banquet.
En revanche, Édouard III renonce aux duchés de Normandie et de Touraine, aux comtés du Maine et d'Anjou et à la suzeraineté sur la Bretagne et les Flandres. Il renonce surtout à revendiquer la couronne de France. Ce traité vise à désamorcer tous les griefs qui ont conduit au déclenchement du conflit.

## Effets
Le régent de France avait besoin de temps pour réorganiser le pays et mettre fin à l'instabilité qui y régnait. Il envoie donc Bertrand Du Guesclin rassembler les grandes compagnies qui ravagent les campagnes pour combattre Pierre le Cruel en Castille. Cela occupe les Anglais, alliés à Pierre le Cruel, en Espagne et va permettre de nouer une précieuse alliance avec le nouveau roi de Castille Henri de Trastamare. La rançon ne sera que partiellement payée et le traité de Brétigny-Calais ne fut pas durable. Mais il permit une trêve de neuf ans pendant la guerre de Cent Ans.
Le traité de Calais fut rompu par Charles V le 18 novembre 1368.